# Benson (Royaume-Uni)
Pour les articles homonymes, voir Benson.
Benson est un village et une paroisse civile de l'Oxfordshire, en Angleterre.

## Toponymie
Benson est un toponyme d'origine vieil-anglaise. Il désigne un domaine (tūn) appartenant à un dénommé *Benesa. Il est attesté pour la première fois au début du Xe siècle sous la forme Bænesingtun. Dans le Domesday Book, compilé en 1086, ce nom est orthographié Besintone.

## Patrimoine
L'église paroissiale Sainte-Hélène date du XIIIe siècle.